# Мітохондріальна Єва
В генетиці людини Мітохондріальна Єва (англ. Mitochondrial Eve, також mt-Eve, mt-MRCA) — найближчий спільний предок (matrilineal most recent common ancestor, MRCA) по жіночій лінії усіх живих людей. Тобто це жінка, що жила в Африці близько 200 000 років тому, від якої сучасне людство успадкувало мітохондріальну ДНК (від якої всі живі люди походять безперервною лінією через своїх матерів та через матерів цих матерів, поки всі лінії не сходяться на «Єві»). Ця жінка могла бути не єдиною прародичкою виду людина розумна. Паралельно з нею жили інші жінки, але їхні мітохондріальні ДНК до нашого часу не збереглися. Від них нам могли дістатися інші ділянки ядерної ДНК.

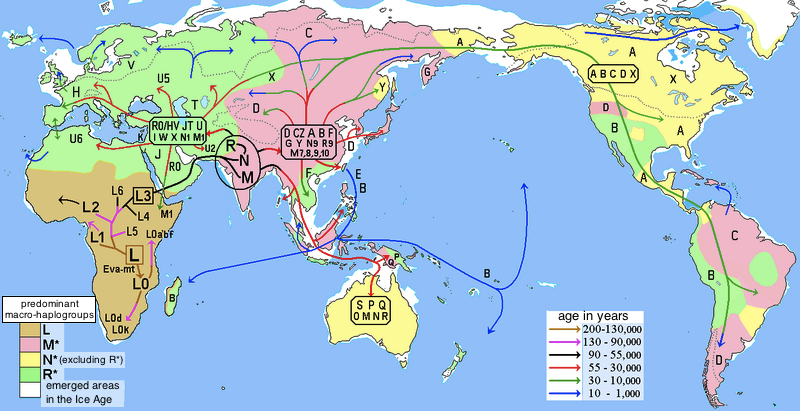
Міграції людини й мітохондріальної гаплогрупи

Оскільки помилково вважалось, що мітохондріальна ДНК успадковується лише по материнській лінії, у всіх сучасних людей така ДНК немов була отримана від «Єви». Аналогічно, ДНК чоловічої Y-хромосоми у всіх людей чоловічої статі немов повинна походити від «молекулярно-біологічного Адама».
Мітохондрії — це внутрішньоклітинні органели, що мають невелику власну хромосому. На відміну від ядерної ДНК, яка містить переважну більшість генів і в процесі статевого розмноження піддається рекомбінації, так що нащадки отримують половину генів від батька, а другу половину — від матері; мітохондрії та їхні ДНК дитина отримує тільки з материнської яйцеклітини. Оскільки мітохондріальна ДНК не піддається рекомбінації, зміни в ній можуть відбуватися виключно за допомогою рідкісних випадкових мутацій. Шляхом порівняння послідовності мітохондріальних ДНК та мутацій, що в них виникли з часом, можна не тільки визначити ступінь спорідненості нині живих людей, а й приблизно обчислити час, необхідний для накопичення мутацій в тій чи іншій популяції людей. Таким чином можна обчислити й епоху, в якій мутацій ще не було і предкова популяція людей була генетично однорідною. У 1987 році Ребекка Канн (англ. Rebecca Cann) з колегами припустили, що мітохондріальна Єва могла жити між 140 тис. і 280 тис. років тому. Згідно з пізнішими розрахунками, мітохондріальна Єва жила близько 140 тис. років тому в Східній Африці. Сучасні МП і МЕ-оцінки зазвичай дають діапазон віку Єви 140—230 тис. років з максимумом імовірності на значеннях близько 180—200 тис. років. Останнє датування стало загальновизнаною оцінкою. Проте, в серпні 2013 року з'явилися нові дані про те, що Єва жила 99—148 тисяч років тому (з максимальною імовірністю — 124 тисячі років тому).
Хоча мітохондріальна Єва названа в честь біблійної, її не слід ототожнювати з біблійним персонажем або вважати, що всі люди є нащадками лише однієї жінки. Мітохондріальна Єва — наукова абстракція, створена для спрощення розрахунків. Насправді мова йде про відносно однорідну генетичну популяцію, серед нащадків якої була одна жінка, від якої отримали мітохондріальну ДНК більшість сучасних людей, в той час, як нащадки інших жінок по прямій жіночій лінії тієї ж предкової популяції не дожили до наших днів. Якщо у жінки немає жодної дочки, то її мітохондріальна ДНК не буде передана нащадкам далі її власного сина, хоча половину інших генів успадкують сини та їх нащадки.

## Версія африканського походження людей

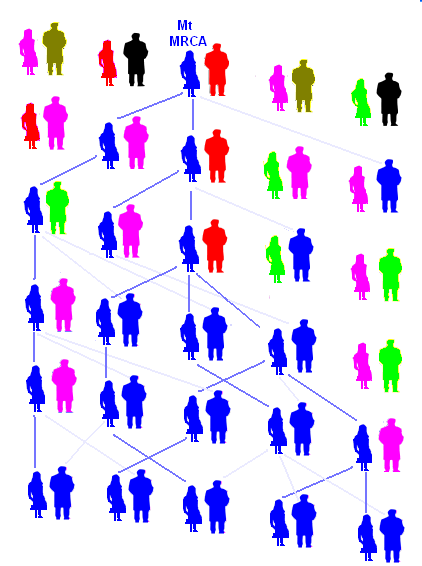
Домінування потомків мітохондріальної Єви

Оскільки популяційні генетики вважають батьківщиною мітохондріальної Єви Африку, її іноді називають африканською Євою. При найдавнішому поділі предкової популяції людей утворилися чотири головних гаплогрупи: L0, L1, L2, L3. З них перша переважає у бушменів, друга — у пігмеїв. Дві останні також є в африканських народів, але тільки від гаплогрупи L3 походять макрогрупи М і N, носії яких мігрували з Африки до Євразії.
Існують альтернативні пояснення мітохондріальної генеалогії народів Землі. Наприклад, аналогічне генеалогічне дерево могло вийти, якщо на ранній стадії розселення більшість людей загинуло через певну епідемію або природну катастрофу, а ті, що вижили, становили собою невелику групу кровних родичів (ефект «пляшкового горла»). Однак спроби побудувати генеалогію народів на підставі дослідження інших генів не підтверджують гіпотезу катастрофи. Крім того, слід брати до уваги обмін генами, який відбувався в результаті шлюбів між далекими родичами, в результаті чого геноми продовжували змішуватися в популяціях вже після виходу з Африки. Найбільшу різноманітність мутацій, яка спостерігається в африканських народів, також можна пояснювати по-різному. З одного боку, це може бути результатом тривалого проживання предкової популяції в Африці. З іншого боку, в Африці часів палеоліту населення могло бути просто численнішим, ніж в інших регіонах.

## Реконструйований гаплотип мтДНК мітохондріальної Єви
Гаплотип мітохондріальної Єви — людини, реконструйований парсімоністичним алгоритмом на основі аналізу 8000 повних послідовностей молекули мтДНК можна знайти, наприклад, на сайті «Human mtDNA». Нуклеотидні відмінності вказані стосовно до позицій молекули.

## Можливість спрощення визначення
Визначення Єви, вказане на початку даної статті, допускає наочнішу і конкретнішу форму, засновану на знанні філогенії молекули мтДНК людини. А саме, якщо взяти будь-яку людину, що належить до гаплогрупи L0 (англ. haplogroup L0 (mtDNA)) і будь-яку сучасну людину, що не належить до даної гаплогрупи, то з мітохондріальною Євою можна ототожнити їх найближчого загального предка по прямій жіночій лінії. Однак тут виникають наступні дві проблеми.
По-перше, слід розрізняти конкретного загального предка тих чи інших груп людей, з одного боку, і його (її) мітохондріальну молекулу — з іншого: величезна кількість родичів по прямій жіночій лінії мають ідентичні мтДНК. Сучасні дослідження щодо швидкості мутації мтДНК свідчать про те, що у всій молекулі відбувається одна значуща мутація приблизно один раз в 3000 років. Це означає, що люди (як чоловіки, так і жінки) з гаплотипами, ідентичними гаплотипу Єви, могли жити протягом декількох тисячоліть, поки мутований тип не став переважати чисельно, зрештою витіснивши вихідний.
По-друге, досі залишається імовірність, що ще існують люди, які не належать ні до гаплогрупи L0, ні до гаплогрупи L1'6, тобто ні до однієї з двох відомих гілок філогенетичного древа мтДНК людини, коренем якого є мітохондріальна Єва. Попри те, що до теперішнього часу опубліковано порядку 200 000 часткових послідовностей мтДНК і понад 8000 повних, що не виявили інших гілок крім двох зазначених вище, проте ймовірність виявлення реліктових ліній залишається не нульовою до тих пір, поки тестуванням не будуть охоплені всі сучасні люди або принаймні сім'ї.